# Grb Mestne občine Nova Gorica
Grb Mestne občine Nova Gorica je stilizirana rdeča vrtnica na belem polju, ki je obrobljeno z modrim robom. Rob je kvadratne oblike in ima spodnja vogala zaobljena.
Podoba je bila izbrana leta 1968 na javnem natečaju, ki ga je razpisala Skupščina občine Nova Gorica. Odziv povabljenih ustvarjalcev je bil medel, saj so prispeli samo štirje predlogi. Komisija je med njimi izbrala dva in pozvala avtorja, naj ju dopolnita, na koncu pa izbrala predlog, ki ga je ustvaril arhitekt Roni Nemec, čeprav ga ta ni želel spreminjati. Zanj je prejel 50.000 dinarjev nagrade.
Grb simbolizira tradicijo gojenja vrtnic v Rožni Dolini in takrat aktualno usmeritev urbanega razvoja novonastale Nove Gorice kot mesta v parku. Kljub začetnemu norčevanju dela javnosti, češ da motiv spominja na ohrovt, se je grb uveljavil in je še zdaj glavni občinski simbol.